# Ристовска, Сара
Сара Ристовска (макед. Сара Ристовска; род. 9 сентября 1996, Скопье) — северомакедонская гандболистка, игрок московского «ЦСКА». Играет на позиции правого крайнего.

## Биография
Сара Ристовска родилась 9 сентября 1996 года. Она начала заниматься гандболом в десятилетнем возрасте, ранее играла в футбол.

## Карьера
Ристовска начала взрослую карьеру в клубе «Металлурга» в 2014 году, а спустя год перешла в «Вардар». В Республике Македонии она по три раза выигрывала чемпионат страны и Кубок Македонии. В составе «Вардара» Сара Ристовска играла в Лиге чемпионов, где завоевала ряд личных наград. Её клуб доходил до финала четырёх в сезоне 2015/2016, в итоге заняв третье место. Ристовска была названа лучшим новичком турнира.
В 2018 году Ристовска перешла в клуб «Крим Меркатор» из Словении, выиграв с новым клубом чемпионат страны, Кубок и Суперкубок. Также клуб участвовал в Лиге чемпионов, но успеха не добился.
В 2019 году Сара Ристовска перешла в новый клуб «ЦСКА» из Москвы. В составе клуба завоевала бронзу чемпионата России 2019/2020 года и участвовала в Лиге чемпионов сезона 2020/2021, где «ЦСКА» добрался до Финала четырёх, причём в плей-офф был повержен бывший клуб Сары — «Крим».
В сезоне 2020/2021 в составе московского ЦСКА стала чемпионкой России.
По итогам 2021 года признана лучшей спортсменкой Северной Македонии в командных видах спорта.